# José Zeferino Pedroso
José Zeferino Pedrozo (Campos Novos, 15 de abril de 1941) é um político brasileiro.
Filho de Alfredo Justino Pedrozo e de Almerinda Bittencourt Pedrozo. Casou com Lourdes Hilda Pedrozo, com quem teve Argeu Pedrozo, Claudionor Pedrozo e Elvio Justino Pedrozo.
Foi deputado à Assembleia Legislativa de Santa Catarina na  11ª legislatura (1987 — 1991) e na 12ª legislatura (1991 — 1995).
Ocupa o posto de Presidente da Federação da Agricultura e Pecuária do Estado de Santa Catarina (FAESC), desde 1990. 
Atual Presidente do Serviço Nacional de Aprendizagem Rural (SENAR/SC), Vice-Presidente da Confederação da Agricultura e Pecuária do Brasil (CNA) e Vice-Presidente do Conselho Deliberativo Nacional do SEBRAE.
Formou-se em Administração de Empresas pela Fundação Universitária do Oeste Catarinense - atual Universidade do Oeste de Santa Catarina (UNOESC).
Agropecuarista, industrial e comerciante, foi dirigente de diversas entidades representativas: Cooperativa do Rio do Peixe; Sindicato Rural de Joaçaba; e Sindicato das Indústrias da Carne e Derivados de Santa Catarina. Vice-Presidente (1983-2003) e Presidente (2003-2007), da Cooperativa Central Aurora Alimentos.
Eleito Vereador à Câmara Municipal de Campos Novos, para o período de 1962 a 1966. Prefeito provisório de Erval Velho/SC, em 1965. 
Pelo Partido Democrático Social (PDS), elegeu-se Deputado Estadual à Assembleia Legislativa de Santa Catarina, com 15.581 votos, para a 11ª Legislatura (1987-1991). Integrou a Assembleia Constituinte (Constituição assinada em 5 de outubro de 1989) e as Comissões de Ciência, Tecnologia, Agricultura, Economia e Desenvolvimento, e de Serviços Públicos, Trabalho, Municipalismo e Assistência Social.
Em 1990, reelegeu-se Deputado à Assembleia Legislativa catarinense, pelo PDS, com 14.078 votos, e exerceu mandato na 12ª Legislatura (1991-1995). Participou das Comissões de Constituição e Justiça, e de Agricultura, Cooperativismo, Ciência, Tecnologia, Desenvolvimento e Economia.